# Unité urbaine de Lapalisse
L'unité urbaine de Lapalisse est une unité urbaine française qui fait partie du département de l'Allier et de la région Auvergne-Rhône-Alpes.

## Données globales
En 2010, selon l'Insee, l'unité urbaine était composée d'une seule commune, située dans le département de l'Allier, plus précisément dans l'arrondissement de Vichy.
En 2020, à la suite d'un nouveau zonage, elle est composée de deux communes, le périmètre s'étant agrandi de la commune de Saint-Prix.
En 2022, avec 3 912 habitants, elle représente la 8e unité urbaine du département de l'Allier, devancée par l'agglomération urbaine de Saint-Germain-des-Fossés (7e rang départemental) et devant celle de Varennes-sur-Allier (9e rang départemental).

## Composition 2020 de l'unité urbaine
Elle est composée de deux communes :
| Nom                      | Code Insee | Département | Statut       | Superficie (km2) | Population (dernière pop. légale) | Densité (hab./km2) | Modifier                                    |
| ------------------------ | ---------- | ----------- | ------------ | ---------------- | --------------------------------- | ------------------ | ------------------------------------------- |
| Lapalisse (ville-centre) | 03138      | Allier      | ville-centre | 33,01            | 3 127 (2022)                      | 95                 | modifier les données · modifier les données |
| Saint-Prix               | 03257      | Allier      | banlieue     | 21,75            | 785 (2022)                        | 36                 | modifier les données · modifier les données |

## Évolution démographique
L'évolution démographique ci-dessous concerne l'unité urbaine selon le périmètre défini en 2020.
| 1968  | 1975  | 1982  | 1990  | 1999  | 2010  | 2015  | 2021  |
| ----- | ----- | ----- | ----- | ----- | ----- | ----- | ----- |
| 4 358 | 4 402 | 4 390 | 4 443 | 4 141 | 3 947 | 3 849 | 3 930 |

## Pour approfondir

#### Données générales
- Unité urbaine
- Aire d'attraction d'une ville
- Liste des unités urbaines de France

#### Données démographiques en rapport avec l'unité urbaine de Lapalisse
- Aire d'attraction de Lapalisse
- Arrondissement de Vichy

#### Données démographiques en rapport avec l'Allier
- Démographie de l'Allier